# クルスク公国
クルスク公国（クルクスこうこく、ロシア語: Курское княжество）とは、11世紀から13世紀にかけて存在した、ルーシの分領公国である。クルスク公国はノヴゴロド・セヴェルスキー公国勢力圏の、東の辺境に位置し、首都はクルスクに置かれた。

## 歴史
歴史家の大部分は、クルスク公国の成立を1094年から1095年にかけてのこととみなしている。それはクルスク公として、ウラジーミル・モノマフの子のイジャスラフの名が史料に見られることに基づく。一方、数人の歴史家は、公国の成立はそれより早く、1077年もしくは1068年と推察している。
12世紀前半に、クルスクを含むポセミエ地方（セイム川流域）をめぐり、オレグ家 (ru)とモノマフ家 (ru) による権力闘争が起こった。その結果、12世紀半ばまでのクルスク公は流動的であり、クルスクの統治は公代理（ポサードニク）によるところが大きかった。クルスクを公（クニャージ）が直接統治したのは1127年 - 1129年、1136年 - 1139年、1146年 - 1149年の間である。この時期のクルスク公の変遷は、例えば、1127年に、オレグ家のチェルニゴフ公フセヴォロドは、自身のチェルニゴフ公位をめぐるおじとの闘争に介入されることを避けるために、クルスクをモノマフ家のキエフ大公ムスチスラフ1世に割譲することを余儀なくされた。しかし1130年代半ばに、ムスチスラフ1世と他のモノマフ家の公たちとの内紛に乗じて、フセヴォロドはクルスクを取り戻している。最終的には1160年代の初めに、クルスク公国の地位とその公位継承は固定的なものとなった。すなわち、クルスク公国はノヴゴロド・セヴェルスキー公国の分領公国と位置づけられ、オレグ家による政権が確立した。
1183年から1185年にかけて、クルスク公フセヴォロド・スヴャトスラヴィチとその従士隊（ドルジーナ）は、兄にあたるノヴゴロド・セヴェルスキー公のイーゴリらと共に、ポロヴェツ族への遠征に参加した。このうち1185年5月の、ルーシの軍勢の敗戦が、『イーゴリ軍記』の題材となっている。
1206年のチェルニゴフでの諸公会議 (ru) と、1211年のガーリチ公国 ・ ヴォルィーニ公国の喪失の後、おそらくクルスク公国は、ノヴゴロド・セヴェルスキー公イーゴリの子孫によって統治されていた。この時期のクルスク公にはオレグという人物の名が知られている。オレグは1223年のカルカ河畔の戦いに参加した。その後1226年に、チェルニゴフ公ミハイルと戦った。おそらく、この戦いはオレグが諸公会議での決定事項を覆そうとしたことが原因であり、オレグはウラジーミル・スーズダリ大公ユーリーの軍の支援を受けたミハイルに敗れたと思われる。なお和平調停には、キエフ大公ウラジーミル4世によって、キエフの府主教（キエフと全ルーシの府主教 (ru)）のキリル (ru) が派遣された。
モンゴルのルーシ侵攻期において、クルスクの街は1239年にバトゥの軍に破壊された。しかしクルスク公国自体は存続した。『リューベチ・シノディク』によれば、最後のクルスク公はヴァシリー・ドミトリエヴィチという人物であり、ヴァシリーはタタール人に殺されたと言及されている（その正確な統治時期については不明）。何人かの歴史家は、ヴァシリーの死は、リトアニア大公国とタタール軍との戦争の過程でクルスク地方が荒廃していた、1275年以前のことであるとみなしている。
ヴァシリーの死により、クルスク公家は断絶した。しかしクルスク公位は廃止されたものの、しばらくの間、この地の公国はクルスク公国と呼ばれ続けた。『ニコン年代記』では、1283年頃に、ティムールの子のテムニク（万人長）であるアフマトが、クリミア・タタール人の有していた徴税権を獲得し、クルスク公国の人々全てに多大な負担を与えたという記述がある。一方『ラヴレンチー年代記 (ru)』には、このアフマトに対して戦った、ルィリスク公兼 воргольский 公オレグと、リペツク公スヴャトスラフの名が記載されているが、『ラヴレンチー年代記』を含む多数の年代記には、クルスク公と称される人物は言及されていない。